# Kilian Leib
Pour les articles homonymes, voir Leib.
Kilian Leib naît le 23 février 1471 à Ochsenfurt et mort le 16 juillet 1553 à Rebdorf près d'Eichstätt, est un théologien, philologue et auteur allemand. Il se pose en adversaire décidé de Luther et est l'auteur d'écrits historiques, polémiques et météorologiques.

## Biographie
Kilian Leib naît le 23 février 1471 à Ochsenfurt. Il semble que sa famille le destine à la profession ecclésiastique ; il fait ses études supérieures à Eichstätt et entre dès 1486 dans le couvent des chanoines réguliers de Rebdorf, qui se trouve à proximité immédiate de la ville épiscopale susmentionnée.
Prieur du couvent de 1503 à 1553, il se pose en adversaire décidé de Luther.
Il est l'ami de nombreux humanistes. Il compose des écrits historiques, polémiques et météorologiques. Il assiste aux Diètes d'Augsbourg en 1530 et de Ratisbonne en 1546.
Il est peut-être le premier à laisser des observations phénologiques à long terme. Entre 1513 et 1531, il note dans son journal météorologique la date de verdissement des prairies, la foliation des hêtres (Fagus sylvatica) et le début de la récolte du seigle (Secale cereale).
Kilian Leib meurt le 16 juillet 1553 à Rebdorf.

## Publications
- De sacras Scripturse dissonis Translationibus; 1542, in-4°; cet opuscule, devenu très rare, a été reproduit dans le Liber historiens de codicibus Veteris et Novi Testamenti, quibus Lutherus in conficienda interpretatione germanica usus est de Palm[1]
- Resolutioqueestionis an S. Paulus Apostolus conjugatus fuerit; Ingolstadt, 1545, in-4°[1]
- De Coelibatuatque castimonia; 1547, in-8"[1]
- Gründliche Anzaygung, aus was Ursachenso mancherlay Ketzereyen erwachsen sind (Exposé approfondi des causes qui ont fait naître des hérésies si diverses ) ; Ingolstadt, 1557, in-4"[1]
- Epistolse Leibii ad Bilib. Pirkheimerum datæ annis; 1519, 1520 et 1530, dans les Documenta literaria de J. Heumaun, p. 266[1].

Kilian Leib a encore laissé onze ouvrages,restés en manuscrit.